# 江森國友
江森 國友（えもり くにとも、1933年2月19日 -2022年4月9日）は、日本の詩人。

## 人物・来歴
埼玉県生まれ。埼玉県立熊谷高等学校を経て、慶應義塾大学文学部仏文科卒。村野四郎に師事。1954年水橋晋、堀川正美、三木卓らと『氾』を創刊。『三田詩人』『現代詩』に発表し、個人誌『南方』を創刊。のち『歴程』同人。

## 著書
- 『宝篋と花讃 江森国友詩集』母岩社 1971
- 『慰める者 江森国友詩集』吟遊社 1975
- 『花讃め 江森国友詩篇』井上敏男版画 沖積舎 1977
- 『詩と自然の内なるもの』沖積舎 1979
- 『幼童詩篇 詩集』昭森社 1980
- 『詩と自然の内なるもの』沖積舎 1981
- 『想像力と自然 詩と詩論』青弓社 1983
- 『山水』書肆山田 1984
- 『江森国友詩集』思潮社〈現代詩文庫〉 1985
- 『鳥の歌』思潮社 1986
- 『少年』書肆山田 1993
- 『『海港』派の青春 詩人・北村初雄』以文社 2003
- 『時の劣化を防ぐ』以文社 2005